# Глоссолалия
Глоссола́лия (др.-греч. γλῶσσα «язык» + λᾰλέω «говорю») — речь, состоящая из бессмысленных слов и словосочетаний, имеющая некоторые признаки осмысленной речи: темп, ритм, структура слога, относительная частота встречаемости звуков. Речь со множеством неологизмов и неправильным построением фраз. Наблюдается у людей в состоянии транса, во время сна и при некоторых психических заболеваниях.
Известна как «говорение на иных языках» в христианской среде. Это элемент религиозного обряда (тайные молитвы) в отдельных ветвях христианства, некоторых первобытных религиях и новых японских верованиях. 

## Лингвистический анализ
Глоссолалия — это «лишь видимость языка». Уильям Джон Самарин, лингвист из Университета Торонто, в 1972 году опубликовал результаты исследования, основанные на большой выборке случаев глоссолалии. Такие высказывания записывались на публичных и приватных христианских собраниях в Италии, Нидерландах, Ямайке, Канаде и США в течение пяти лет. Широкий круг испытуемых включал пуэрториканцев из Бронкса, змеедержателей из Аппалачей и молокан из России в Лос-Анджелесе.
Последовательность слогов при глоссолалии не формирует слов, поток речи не организован внутри себя, а систематическая связь между единицами речи и понятиями отсутствует. Реальные языки используются для общения, а глоссолалия — нет. На основе своего лингвистического анализа Уильям Самарин определил глоссолалию пятидесятников как «бессмысленное, но фонологически структурированное человеческое высказывание, которое говорящий считает настоящим языком, но которое не имеет систематического сходства с любым естественным языком, живым или мёртвым».
Звуки «иных языков» берутся из набора звуков, уже известных говорящему: речь глоссолалистов отражает шаблоны речи из родного языка говорящего.

## В христианстве
В некоторых протестантских течениях рассматривается как один из даров Святого Духа.

## В культуре
Глоссолалия обозначает также разного рода сочетания звуков или слов, потерявших смысл, встречающиеся, например, в заговорах, в припевах к народным песням, в детских песнях и играх и т. д. Глоссолалия встречается и в художественной литературе. Ранними русскими футуристами (в частности, Велимиром Хлебниковым) глоссолалия была выдвинута в качестве одного из приёмов художественного творчества. В джазе распространён схожий приём скэт — импровизационное пение без осмысленного текста.
Пример глоссолалии, приведённый в статье «Глоссолалия как психолингвистический феномен»:
Амина, супитер, амана… регедигида, треги, регедигида, регедигида… супитер, супитер, арамо… сопо, ропота, карифа… Гиппо геросто непарос борастин форман о фастос соургор боринос эпонгос ментаи о дерипан аристо экрамос…